# Andrew Thomas
Pour les articles homonymes, voir Thomas.
Andrew Sydney Withiel Thomas dit Andy est un astronaute australo-américain né le 18 décembre 1951 en Adélaïde, en Australie. Il a étudié à l'université d'Adélaïde. Il a acquis la nationalité américaine pour intégrer la NASA.

## Biographie
Andrew Thomas est né à Adélaïde (Australie-Méridionale).

## Vols réalisés
- Endeavour STS-77, 19 mai 1996
- le vol Endeavour STS-89 (21 janvier 1998) l'emmène à la station Mir pour une mission de plus de six mois. Il revient sur Terre avec Discovery STS 91 (2 juin 1998)
- Discovery STS-102, 8 mars 2001
- Discovery STS-114, 26 juillet 2005